# Centrale nucleare di Flamanville
La centrale nucleare di Flamanville è una centrale nucleare francese situata presso la città di Flamanville, nella Bassa Normandia. La centrale possiede due reattori PWR francesi costruiti dalla Framatome (oggi Areva) da 1 330 MW ognuno.
Nel sito è in fase di ultimazione un terzo reattore, una unità EPR da 1 600 MW di potenza: è la seconda unità EPR in costruzione al mondo e il primo reattore francese di generazione III+. La fine dei lavori era prevista per il 2012, con un costo stimato di 3,3 miliardi di euro, successivamente il costo e le tempistiche di completamento sono notevolmente aumentate portando a 12 anni di ritardi ed un costo complessivo secondo la Corte dei Conti francese di 19,1 miliardi di euro. Il primo allaccio alla rete elettrica è avvenuto nel dicembre del 2024 . In una prima fase il reattore avrà una potenza ridotta entro i 100 MW per poi andare a pieno regime nella seconda metà del 2025.

## Storia

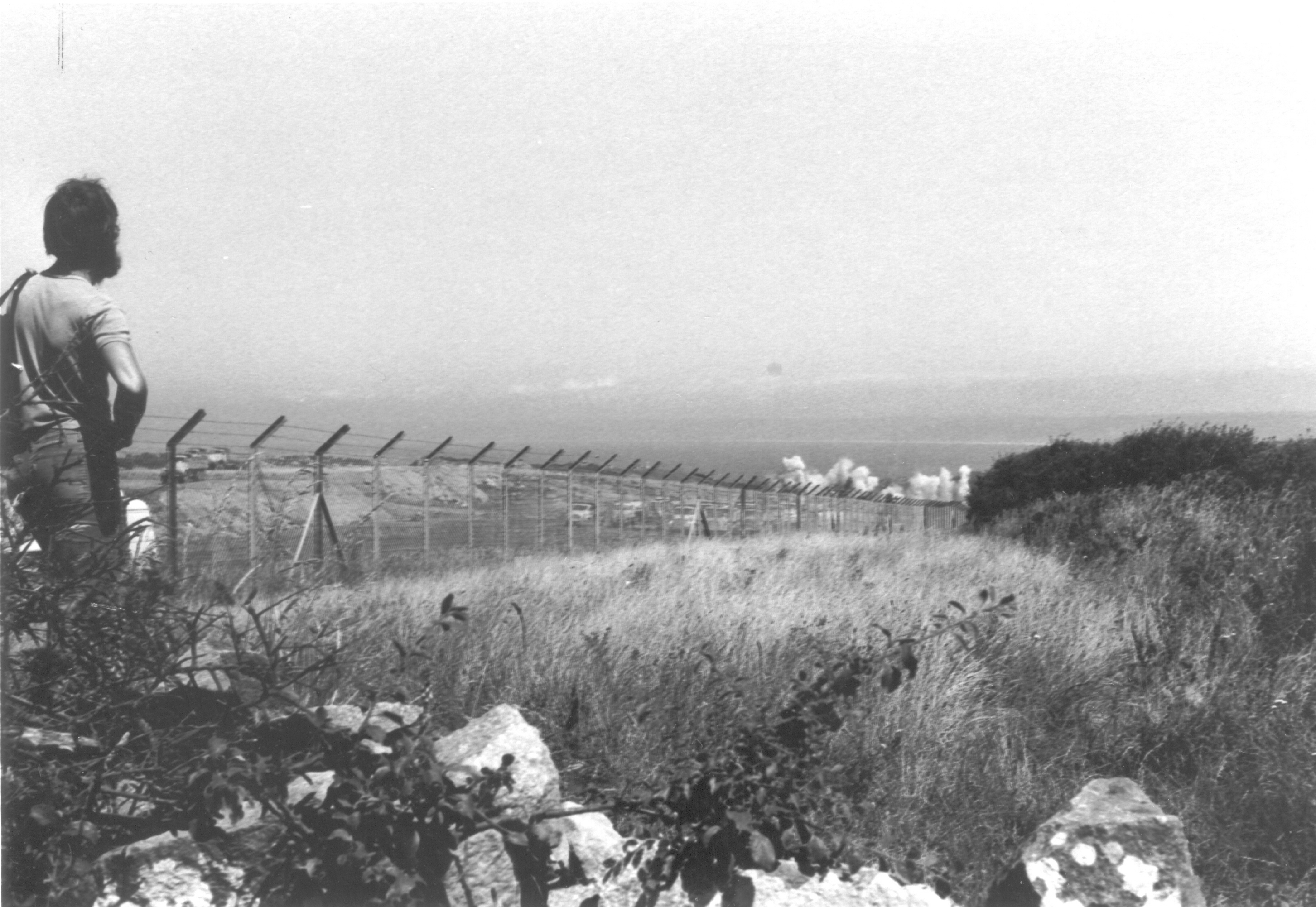
Il sito di Flamanville nel 1978, durante la costruzione dell'impianto

L'impianto di Flamanville si trova sul sito di una ex miniera di ferro, operativa in maniera discontinua dal 1860 al 1962.
Il sito di Flamanville fu scelto nell'ambito del programma di sviluppo nucleare francese del 1970. A seguito di un referendum consultivo, nel 1975 il 63,7% dei cittadini di Flamanvillais si dichiararono favorevoli alla costruzione della centrale nucleare; successivamente a una pubblica consultazione avviata nel dicembre 1977, venne pubblicata la dichiarazione di pubblica utilità sulla Gazzetta ufficiale della Repubblica francese del 24 dicembre 1977. I primi movimenti di terra iniziarono nel mese di gennaio 1978 sul sito della vecchia miniera di ferro.

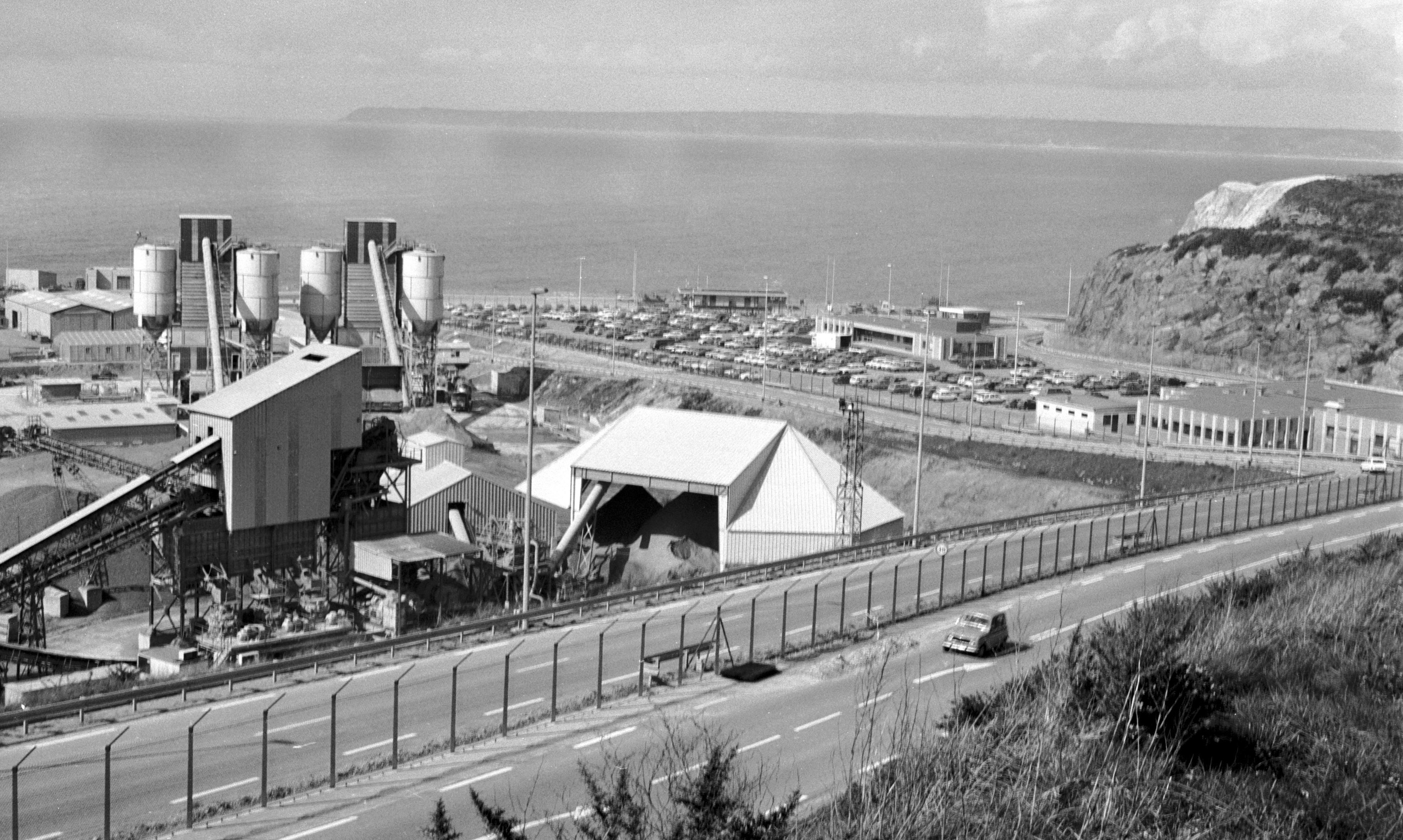
Lavori di costruzione nel 1980

Dopo sei anni di lavori, le prime prove idrauliche dei reattori furono realizzate nell'ottobre 1984 per il reattore 1 e nel settembre 1985 per il reattore 2. L'unità di produzione 1 venne ufficialmente attivata il 4 dicembre 1985, raggiungendo la sua potenza nominale il 18 marzo 1986; l'unità di produzione 2 fu invece avviata il 18 luglio 1986, raggiungendo la sua potenza nominale il 6 novembre 1986.
EDF decise nel 2004 di aumentare la capacità dell'impianto di Flamanville, proponendo la realizzazione di un terzo reattore di nuova generazione (il primo in Francia). Dopo i primi lavori avviati nel 2006, la costruzione dell'unità 3 iniziò nel dicembre 2007, venendo conessa alla rete elettrica il 21 dicembre 2024.

## Localizzazione

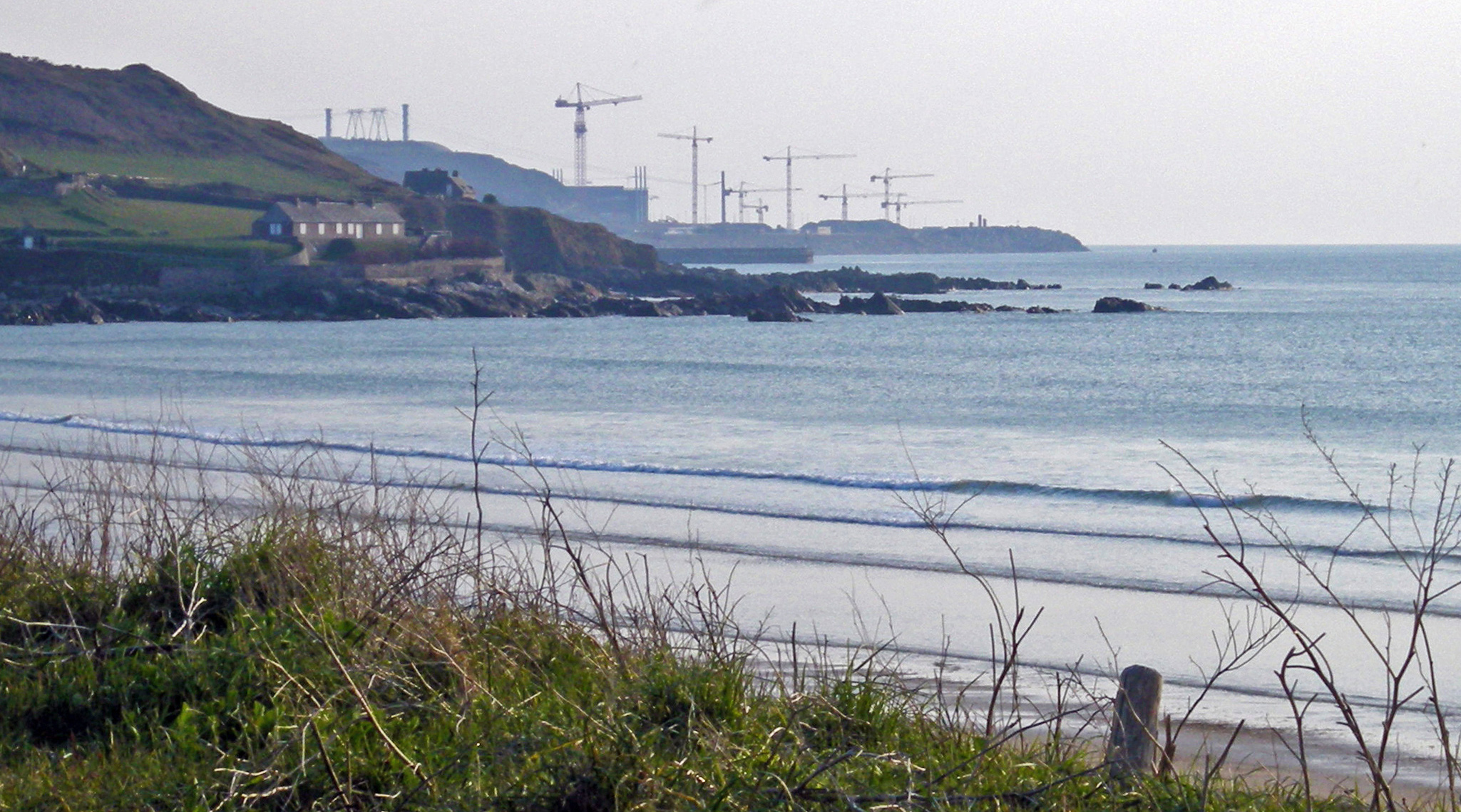
La costa vicino alla centrale

Il centro nucleare di produzione di energia elettrica di Flamanville si trova nella città di Flamanville (Manche), vicino al confine con il comune di Les Pieux, sulla costa occidentale della penisola del Cotentin regione in cui è presente anche l'impianto di riprocessamento di La Hague e il Centro di stoccaggio di scorie nucleari della Manica.
Costruito ai piedi di una scogliera di granito alta 70 metri, a 25 km a sud ovest di Cherbourg, il sito si estende su 120 ettari, metà dei quali situato sul demanio marittimo. Una diga lunga 950 metri e un molo di 300 metri proteggono gli impianti. La piattaforma del sito di Flamanville si trova a 12,4 m di altezza.

## Produzione e manutenzione
La centrale fornisce energia elettrica alla Bassa Normandia, alla Bretagna e alle Isole del Canale. Il collegamento alla rete di trasmissione elettrica nazionale da 400 000 volt (400 kV) viene effettuata nella località di Menuel vicino a Bricquebec-en-Cotentin, dove l'elettricità viene ridistribuita soprattutto al Cotentin settentrionale, Caen e Rennes.
Nel 2005, l'impianto ha prodotto 18,9 terawattora (TWh) di energia elettrica, pari al 4% della produzione nazionale, record di produzione per Flamanville. Il 15 aprile 1993 la CNPE di Flamanville ha raggiunto una produzione netta complessiva di 100 miliardi di kWh: per ottenere questo risultato, il reattore 1 ha lavorato per 43 698 ore e il reattore 2 per 39 890 ore. Nel 2011 sono stati prodotti 200 miliardi di kWh.
Ogni 12 a 18 mesi, i reattori vengono fermati per la loro manutenzione e rifornimento parziale. Vi sono diverse tipologie di manutenzione:
- arresto del reattore, per il semplice rifornimento di combustibile;
- ispezione parziale, dedicata al rifornimento e a un significativo programma di manutenzione periodica;
- ispezione decennale, che include ampi controlli normativi e la regolazione delle componenti principali del reattore, del circuito primario e del contenitore del reattore.

La centrale nucleare di Flamanville è stato progettata per avere una durata minima di 40 anni, convalidata dall'Autorità per la sicurezza nucleare (ASN). Per mantenere questo obiettivo di funzionamento, viene eseguita la rivalutazione e la revisione della sicurezza ogni 10 anni, in modo da adeguare l'impianto ai progressi tecnologici e alle azioni positive avvenute negli altri impianti nucleari nel mondo e quindi apportare le modifiche necessarie, aumentando sempre il livello di sicurezza del sistema. I prossimi controlli programmati, fondamentali per il mantenimento in funzione dei due reattori di Flamanville, avranno luogo nel 2017 e nel 2018.

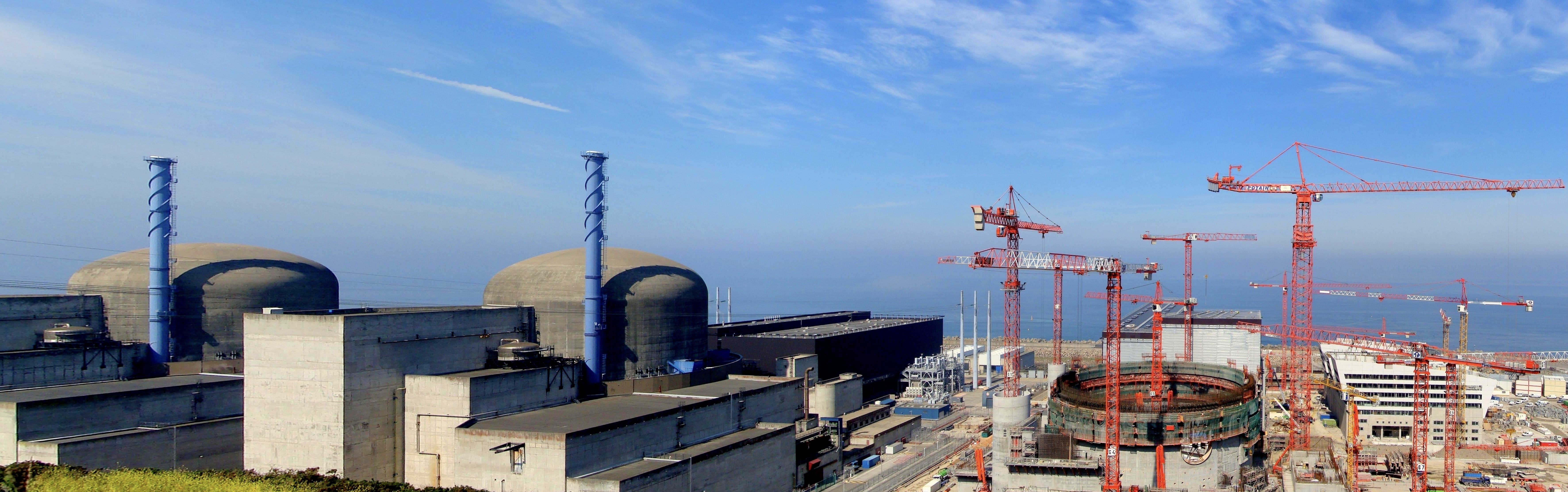
Immagine panoramica

## Occupazione
Fino al 2012, la centrale occupava 731 dipendenti di EDF e 331 dipendenti di fornitori dello stabilimento. Nel periodo di chiusura per manutenzione, vengono assunti tra 500 e 1 500 persone, provenienti da tutta la Francia, per rafforzare le squadre già al lavoro sugli impianti.

## Monitoraggio ambientale
Dopo l'entrata in vigore del decreto interministeriale nel 2004, EDF ha l'obbligo di monitorare l'ambiente circostante le sue strutture. A tal scopo, sono state previste varie misure di tutela ambientale in tutto lo stabilimento di Flamanville. I campioni vengono raccolti anche da tecnici ambientali e analizzati mediante analisi di laboratorio. Dal 2009, il laboratorio di EDF presso l'impianto di Flamanville è stato accreditato dal Comitato francese di accreditamento (COFRAC) con standard di qualità ISO 17025, il che permette così di effettuare le misurazioni del Beta Aerosol (misurazione di polveri radioattive nell'aria e nell'ambiente atmosferico nei pressi della centrale). L'Istituto per la radioprotezione e la sicurezza nucleare (IRSN) assicura permanentemente il monitoraggio ambientale radiologico a norma di legge.
Organismi indipendenti, come l'Istituto francese per la ricerca e lo sfruttamento del mare (Ifremer), effettuano controlli idro-biologici dell'ambiente marino, mentre l'IRSN conduce studi di radio-ecologico sulla catena alimentare negli ambienti terrestri e marini. Questi controlli non hanno mai trovato variazioni significative nell'ecosistema dall'inizio del funzionamento dell'impianto. Ogni anno vengono realizzate più di 12 000 misurazioni e controlli. Dal 2003, l'impianto è stato certificato anche con lo standard ISO 14001 per la gestione ambientale. Nel 2012, i rapporti emessi sulla conduzione degli impianti hanno attestato una percentuale di emissioni nocive al di sotto dei limiti autorizzati e con più del 81% dei rifiuti avviati al riciclaggio o recupero.

## Eventi INES
Il 23 ottobre 2012 si è verificato un guasto - classificato al livello 1 sulla scala INES - presso il reattore 1 dell'impianto di Flamanville: per quasi sei ore una perdita radioattiva è verificata nel circuito primario del reattore 1, fermo per manutenzione al momento dell'incidente. L'acqua contaminata dalla perdita (circa 22 metri cubi) è rimasta permanentemente confinata nel reattore e in seguito recuperata e depurata con i normali dispositivi di trattamento degli effluenti, risultando alla fine del processo con nessuna contaminazione significativa. L'incidente, come riferito dall'Autorità per la sicurezza nucleare, non ha avuto effetto né sui dipendenti, né sulle popolazione e né per l'ambiente.
Il 23 giugno 2013 è avvenuta una fuoriuscita di vapore da un trasformatore a vapore che alimenta la turbina dell'unità di produzione 2, situata nella parte non nucleare dell'impianto. Il guasto ha causato un forte fischio per circa un quarto d'un'ora e visibile pennacchio di vapore acqueo sopra il sito. I residenti locali hanno sentito dei rumori ritenuti paragonabile al passaggio di un aereo a reazione, oltre al sibilo durato un quarto d'ora. L'analisi dell'incidente da parte delle squadre di EDF ha identificato la causa del rilascio di vapore: un guasto della regolazione automatica della pressione, che ha portato alla apertura di una valvola di scarico del vapore in eccesso nell'atmosfera fuori dalla sala macchine. Questo incidente non ha avuto alcun impatto sull'ambiente.
Nell'aprile 2015 l'autorità per la sicurezza nucleare ha riscontrato delle anomalie "nella composizione dell'acciaio di determinate porzioni del coperchio e del fondo del serbatoio" del terzo reattore in costruzione.
Il 9 febbraio 2017 si è verificata un'esplosione nella sala macchine della prima unità, in una zona non nucleare. L'evento ha causato una leggera intossicazione di cinque dipendenti.

## Caratteristiche dei reattori
Le unità 1 e 2 di Flamanville sono costituite da reattori nucleari ad acqua pressurizzata (PWR) di Livello 4 (P4), così come i reattori nucleari di Paluel e Saint-Alban. Le due caldaie nucleari sono state costruite da Framatome, mentre i gruppi di turbo-alternatori di vapore e la maggior parte dei loro componenti meccanici ed elettrici sono stati installati da Alstom.
Ogni reattore nucleare può fornire una potenza termica massima di 3 817 MW alla turbina, trasformata dall'alternatore in una potenza elettrica di 1 382 MW, che consente all'apparecchio di alimentare la rete elettrica con 1 330 megawatt. Le caratteristiche dei reattori operativi sono le seguenti:
| Reattore      | Inizio costruzione | Connessione alla rete | Messa in servizio | 1° visita decennale | 2° visita decennale          | 3° visita decennale |
| ------------- | ------------------ | --------------------- | ----------------- | ------------------- | ---------------------------- | ------------------- |
| Flamanville-1 | dicembre 1979      | dicembre 1985         | dicembre 1986     | ?                   | 23 febbraio 11 luglio 2008   | 2017                |
| Flamanville-2 | maggio 1980        | luglio 1986           | marzo 1987        | ?                   | 26 luglio - 15 dicembre 2008 | 2018                |
| Flamanville-3 | dicembre 2007      | dicembre 2024         |                   |                     |                              |                     |